# 김포 우저서원
우저서원(牛渚書院)은 대한민국 경기도 김포시 감정동에 있는 서원이다. 1972년 5월 4일 경기도의 유형문화재 제10호로 지정되었다.

## 개요
김포 우저서원은 조헌의 학문과 덕행을 기리고 지방의 유학교육을 담당하기 위하여 지은 교육기관이다. 조헌(1544∼1592)은 조선 선조(재위1567∼1608) 때의 학자이며, 임진왜란(1592) 때의 의병장으로 금산전투에서 일본군과 싸우다가 700명의 의병들과 함께 전사한 인물이다.
인조14년(丙子 1636년) 선생이 태어난 집터에 서원이 건립되었고, 현종11년(庚戌 1670년) '우저(牛渚)'라는 사액을 받았다. 서원의 배치는 전형적인 전학후묘(前學後廟)의 구조로, 본당(本堂)과 사당, 강당인 이택당(麗澤堂), 재사(齋舍)인 동재(東齋)와 서재(西齋) 등으로 이루어져 있다. 사당에는 조헌의 위패가 봉안되어 있고, 송시열의 문집인《우암집(尤庵集)》을 비롯하여《청금록(靑衿錄)》,《원생안(院生案)》, 《계현비사적기(啓賢妃事蹟記)》등의 문집이 소장되어 있다. 사당 왼쪽의 비각에는 서원이 창건되기 전에 세워진 조헌선생유허추모비(유형문화재 제90호)가 있다.
흥선대원군의 서원철폐 때 훼철되지 않은 47개 서원 가운데 하나로, 해마다 봄 2월 중정일(中丁日)과 조헌의 기일인 음력 8월 18일에 향사(享祀)를 지낸다.

## 같이 보기
- 조헌
- 조헌선생유허추모비 - 경기도 유형문화재 제90호

## 참고 자료
- 김포 우저서원 - 국가유산청 국가유산포털